# Paphiopedilum charlesworthii
Paphiopedilum charlesworthii là một loài thực vật thuộc họ Orchidaceae.

## Phân bố và môi trường sống
Restricted in distribution to the Shan States of miền bắc Myanmar and adjacent bordering areas of Thái Lan và Vân Nam, Trung Quốc. Grows in humus and vegetative debris on limestone rock.

## Hình ảnh

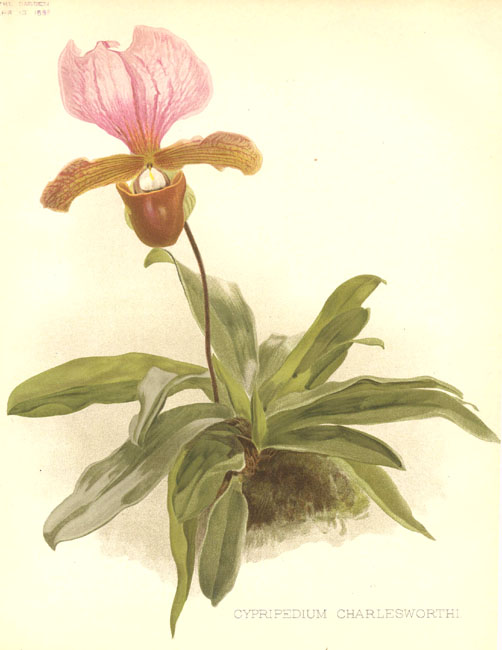
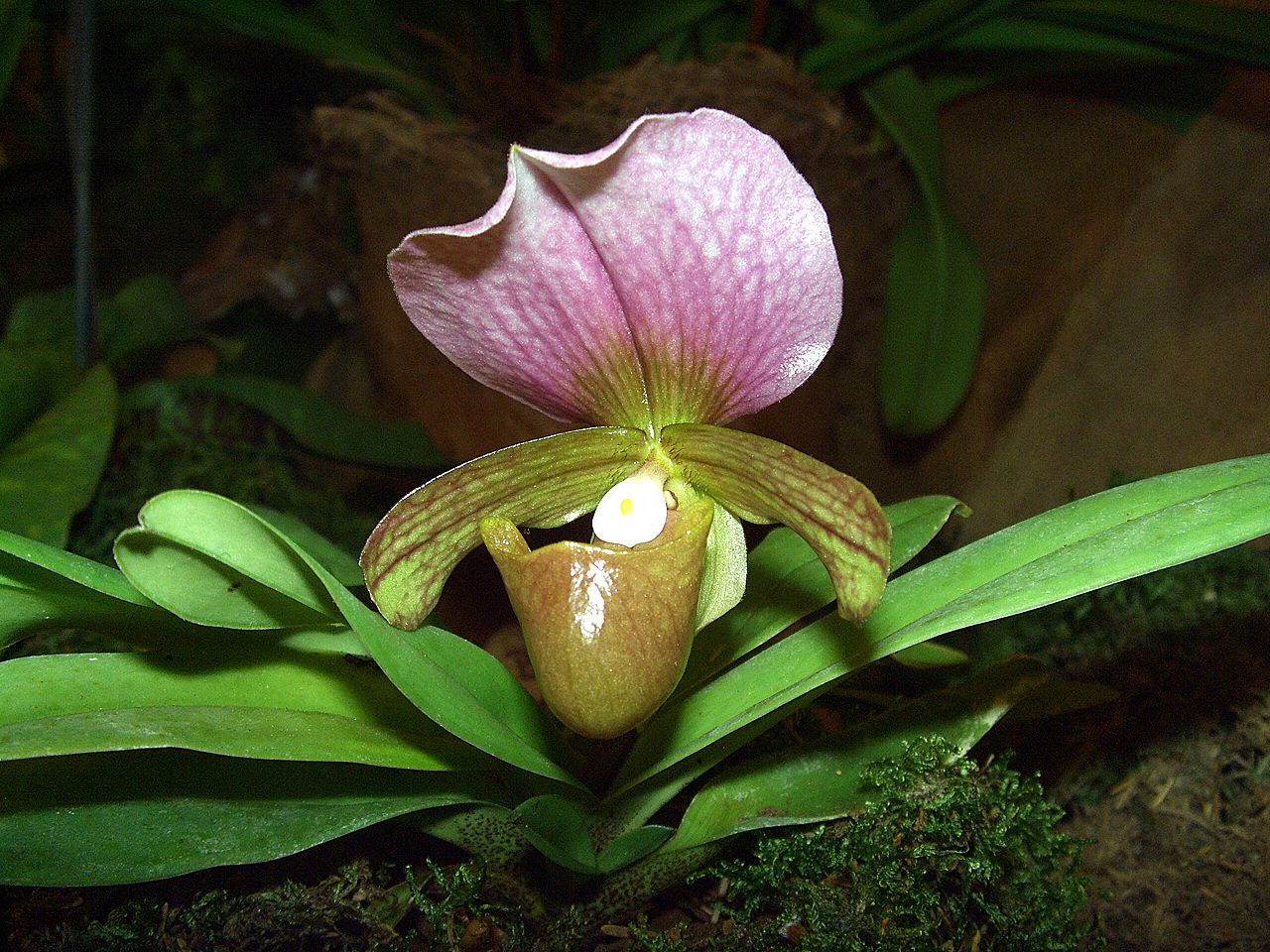